# Trichosia gryptostyla
Trichosia gryptostyla är en tvåvingeart som beskrevs av Werner Mohrig och Roschmann 1997. Trichosia gryptostyla ingår i släktet Trichosia och familjen sorgmyggor. Inga underarter finns listade i Catalogue of Life.